# Fagylalt tölcsér nélkül
A Fagylalt tölcsér nélkül egy 1989-ben készült színes magyar tévéfilm, melyet Felvidéki Judit rendezett.

## A cselekmény
|  | Alább a cselekmény részletei következnek! |

Mária, egy negyven év körüli, műszaki fordítóként dolgozó értelmiségi anya és kamasz fia 2 beutalót szerez egy balatoni SZOT-üdülőbe két hétre. Kettejük kapcsolata szeretettel és gyűlölettel vegyített, mert az anya ismeri már a férjet, a gyerek még nem, ezért rajong érte. A kor apró örömeit is bemutatja a film: zuhanyzós szoba, ajándék walkman, kazettával, hajókirándulás Tihanyba rokonlátogatással, kóla az ebéd mellé, ismerkedős est. Az állandó konfliktusok ugyan ellehetetlenítik a nyugodt nyaralást, de kiderül a gyerek számára, hogy valójában milyen az apja. A nyaralás végére sok mindent megért ő is, mint ahogy a néző is sok mindent fel/megismerhet az akkori korszakból. 
Kitűnő színészi alakítások és rendezés. 
|  | Itt a vége a cselekmény részletezésének! |

## Szereplők
- Seszták Szabolcs – Koller Csaba
- Kútvölgyi Erzsébet – Koller Béláné Mária, Csaba édesanyja
- Mihályi Győző – Koller Béla, Csaba édesapja
- Csomós Mari – Irma, Mária testvére
- Ujlaki Dénes – Dezső
- Horesnyi László – Vince
- Balogh Erika – Bea
- Peremartoni Krisztina – Fodorné Gizi, Tamáska édesanyja
- Rák Kati – műsorközlő
- Galkó Balázs – magyar-történelem szakos tanár
- Marsek Gabi
- Katona János
- Jáki Béla
- Andresz Kati
- Halász László
- Sír Kati
- Feleki Sári
- Zolnay Zsuzsa – recepciós az üdülőben
- Hőgye Zsuzsa
- Markaly Gábor
- Körtvélyessy Zsolt
- Szilvássy Annamária
- Zentai Lilla
- Bajza Viktória
- Győri Ilona
- Bács Kati
- Pacziga Mónika
- Ladányi Krisztián
- Reseli Szabolcs
- Papes Gergely
- Martinka Róbert
- Kaiser Árpád
- Kaiser Tamás
- Podmaniczky Szilvia